# برونو رانگل
برونو رنگل دومینگز (به انگلیسی: Bruno Rangel Domingues) (۱۱ دسامبر ۱۹۸۱–۲۸ نوامبر ۲۰۱۶) یک فوتبالیست برزیلی بود که آخرین بار به عنوان مهاجم در چپوئونه بازی کرد.
هنگام سقوط پرواز ۲۹۳۳ هواپیمایی لامیا ایرلاین (LaMia Airlines) در ۲۸ نوامبر ۲۰۱۶، رانگل یکی از قربانیان بود. متولد محله ریو دو ژانیرو برزیل بود، رانگل اولین بار بازی را به عنوان یک بازیکن حرفه ای باشگاه شهر Goytacaz در سال ۲۰۰۲ شروع کرد. در سال ۲۰۰۴، او به تیم شهر رقیبشان به نام آمریکانو (Americano) پیوست، اما به ندرت به او بازی دادند. وی پس از ترک باشگاه در سال ۲۰۰۶، قبل از پیوستن به تیم Ananindeua به عنوان کمک مربی (Caixa Econômica Federal)شروع به فعالیت کرد.
در ۱۶ دسامبر ۲۰۰۶، قرار داد رانگل با این تیم تمدید شد و متعاقباً از Angra dos Reis , Macaé، Bonsucesso و Baraúnas قرار داد خود را قبل از بازگشت به پارا المپیک در سال ۲۰۰۹، با اوگویا د مارابا ارائه داد. وی پس از این که بهترین گل زن دومی در سال ۲۰۰۹ بود در سری سی با شش گل فقط در هفت مسابقه به این مقام دست یافت، در ۱ دسامبر ۲۰۰۹ برای Paysandu بازی در این تیم قرارداد بست.
در۲۳ دسامبر ۲۰۱۰، رانگل به گوارانی در دسته سه رفت. وی ۲۶ ژانویه به بعد قرار داد خود را با این باشگاه لغو کرد و ساعاتی بعد با تیم Joinville قرار داد جدیدی نوشت. وی در ژوئن ۲۰۱۱ قرار دادش با این تیم به پایان رسید، سپس به تیم Metropolitano پیوست.
در سال ۲۰۱۳، رانگل برای چاپکوئانس قرارداد امضا کرد. او همچنین در اولین فصل حضور خود در این باشگاه به یک مهاجم خوب و قوی تبدیل شد، و فقط در ۳۴ مسابقه لیگ ۳۱ گل به ثبت رساند، تیم او همچنین به سری‌آ صعود کرد. در ۹ ژانویه سال بعد برای اولین بار در زندگی حرفه ای خود به خارج از کشور نقل مکان کرد و به عضویت تیم العربی در لیگ ستارگان قطر درآمد.
او در ۱۹ ژوئیه با پیروزی ۱–۰ خارج از خانه مقابل سائو پائولو به میدان بازگشت و اولین گل خود را در ۳۰ آگوست با نتیجه ۲–۰ به ثمر رساند.
در ۲۶ ژوئیه ۲۰۱۵، رانگل تمام گل‌های تیم خود را در یک پیروزی با نتیجه ۲–۱ خانگی برابر تیم Fluminense به ثمر رساند. وی این موفقیت را در ۲۸ اکتبر، در یک پیروزی خانگی در کوپا سودآمریکانا مقابل ریورپلات تکرار کرد، اما برای اطمینان از صعود به مرحله بعد کافی نبود. در ۱۲ دسامبر۲۰۱۵، او قرارداد خود را با این تیم برای یک سال دیگر تمدید کرد.
برونو رنگل فصل Campeonato Catarinense ۲۰۱۶ را به عنوان قهرمان و گل زن برتر، با ده گل به نام خود به پایان رساند.
در ۲۹ اکتبر ۲۰۱۶، از روی نقطه پنالتی، رانگل آخرین گل خود را به عنوان یک فوتبالیست، در تساوی ۱–۱ خارج از خانه مقابل کورینتیانس به ثمر رساند.

## مرگ
در ۲۸ نوامبر ۲۰۱۶، در حالی که در تیم Chapecoense بود، برونو رانگل در میان کشته شدگان حادثه پرواز ۲۹۳۳ شرکت هواپیمایی لامیا در دهکده کلمبیایی Antioquia هواپیما سقوط کرده و مرگ او فرا رسید.

## جوایز و افتخارات

#### جوایز باشگاهی
- پیساندو
- قهرمانی پارائنس: ۲۰۱۰
- سری C قهرمانی برزیل: ۲۰۱۱

چاپکوئنسه
- قهرمانی سانتا کاتارینا: ۲۰۱۶
- Copa Sudamericana: 2016 (پس از مرگ)

#### جوایز فردی
- بهترین گلزن مسابقات قهرمانی Catarinense: 2016
- بهترین گلزن چپپوئنسه در مسابقات رسمی: ۷۷ گل
- به‌طور کلی بهترین گلزن چپپوئنسه: ۸۱ گل